# Continental A65
Der Continental A65 ist ein Kolbenmotortriebwerk des Herstellers Continental Motors Corporation, das seit den 1930er Jahren bevorzugt in Leichtflugzeugen als Flugmotor  eingesetzt wurde.

## Geschichte
1931 führte Continental den Typ A40 mit einer Leistung von 38 PS als Ausgangsmuster einer Serie von kleinen Flugmotoren auf dem Markt ein. Dem A40 folgten die Versionen A50, A65, A75 und A80, die durchgehend eine Auslegung als Vierzylinder-Boxermotor aufwiesen. Die Typnummer gab jeweils die ungefähre Leistung in PS an. Bis zum Ausbruch des Zweiten Weltkriegs waren bereits 8000 Exemplare produziert worden.
Nach Kriegsende erfolgte die Einführung der modifizierten Typen C75, C85, C115, C125 und C140, wobei die letzten drei Muster Sechszylinder-Motoren waren. Der C140 besaß als Besonderheit ein Untersetzungsgetriebe.
Der A65 wurde beim US Army Air Corps zum Standardtriebwerk für den Einsatz in allen leichten Verbindungsflugzeugen des „Grashopper-Typs“, z. B. bei der Taylorcraft L-2, Aeronca L-3 und Piper L-4. Hierfür erhielt das A65 die militärische Bezeichnung O-170.

## Varianten
C75mit Doppelmagnetzündung, die J-Serie besitzt statt des Vergasers eine Einspritzung
C85identisch zur C75-Serie, doch wurde die Drehzahl bei Nennleistung von 2275 auf 2600 min−1 und bei Reiseleistung von 2125 auf 2400 min−1angehoben
C115verwendet die gleichen Zylinder wie C75, die Zylinderzahl wurde jedoch von vier auf sechs erhöht
C125wie C115, jedoch Erhöhung der Nennleistung durch eine höhere Drehzahl
C140Version der C115 mit Untersetzungsgetriebe

## Technische Daten
(aus Jane’s 1945/46)
| Kenngröße           | A65-8 (O-170)                             | C75-12                 | C85-12                 | C115-1                  | C125-1                  | C140-1                                                  |
| ------------------- | ----------------------------------------- | ---------------------- | ---------------------- | ----------------------- | ----------------------- | ------------------------------------------------------- |
| Zylinderanzahl      | 4                                         | 4                      | 4                      | 6                       | 6                       | 6                                                       |
| Bohrung (mm)        | 98,4                                      | 101,7                  | 101,7                  | 101,7                   | 101,7                   | 101,7                                                   |
| Hub (mm)            | 92                                        | 92                     | 92                     | 92                      | 92                      | 92                                                      |
| Hubraum (cm³)       | 2800                                      | 3000                   | 3000                   | 4500                    | 4500                    | 4500                                                    |
| Nennleistung        | 65 h.p. bei einer Drehzahl von 2300 min−1 | 75 h.p. bei 2275 min−1 | 85 h.p. bei 2600 min−1 | 115 h.p. bei 2350 min−1 | 125 h.p. bei 2550 min−1 | 140 h.p. bei 3000 min−1 (Motor), 1925 min−1 (Propeller) |
| Masse (kg, trocken) | 79,5                                      | 84,4                   | 84,4                   | 118,8                   | 118,9                   | 135,3                                                   |
| Oktanzahl           | 73                                        | 73                     | 73                     | 80                      | 80                      | 80                                                      |
| Länge (cm)          | 72,2                                      | 80,4                   | 80,4                   | 105,8                   | 105,8                   | 105,8                                                   |
| Breite (cm)         | 80                                        | 80                     | 80                     | 80                      | 80                      | 80                                                      |